# ヨエルキ・セスペデス
ヨエルキ・セスペデス・マセオ（Yoelqui Céspedes Maceo, 1997年9月24日 - ）は、キューバ・グランマ州出身のプロ野球選手（外野手）。右投右打。アメリカ独立リーグ・アトランティックリーグのロングアイランド・ダックス所属。
異母兄はプロ野球選手のヨエニス・セスペデス。ヨエルキス・セスペデス（Yoelkis Céspedes ）と表記されることもある。

## 経歴

### キューバ時代
2015-2016シーズンより、キューバ国内リーグであるセリエ・ナシオナル・デ・ベイスボル（CNS）のアラサネス・デ・グランマに所属。
2017年2月にはわずか19歳でカリビアンシリーズに出場し、3月には第4回ワールド・ベースボール・クラシック（WBC）にキューバ代表として出場。初戦の日本戦で3安打を放つなど活躍した。
キューバ国内リーグでは2018-2019シーズンまでプレーした。
2019年6月25日、キューバ代表チームの一員として北米独立リーグであるカナディアン・アメリカン・リーグに遠征参加中に亡命。

### プロ入りとホワイトソックス傘下時代
2020年12月22日にシカゴ・ホワイトソックスと200万ドルの契約に合意した。
2021年はビザの関係でデビューが遅れ、6月にA+級ウィンストン-セーラム・ダッシュでプロデビュー。7月にはオールスター・フューチャーズゲームに出場し、8月にはAA級バーミンガム・バロンズに昇格。この年はマイナー2球団合計で74試合に出場し、打率.285、8本塁打、27打点、18盗塁という成績を挙げた。シーズン終了後には各球団の有望株が集うアリゾナ・フォールリーグに参加した。
2022年はメジャー初昇格も期待されたが、AA級バーミンガムで119試合に出場して、打率.258、17本塁打、59打点、33盗塁という成績に終わった。また、154三振を喫したのに対して四球はわずか29個と、多くの課題が残るシーズンとなった。
2023年はホワイトソックスのスプリングトレーニングに招待選手として参加した。開幕はAA級バーミンガムで迎え110試合に出場したが、打率.214、9本塁打、31打点、15盗塁と成績は更に伸び悩んだ。9月10日にAAA級シャーロット・ナイツに初昇格。ここでは11試合に出場して打率.362、1本塁打、6打点の成績を残した。シーズン通算では121試合に出場し、打率.230、10本塁打、37打点、16盗塁、142三振という成績だった。
2024年3月30日に自由契約となった。

### 独立リーグ時代
2024年4月24日にアメリカン・アソシエーションのファーゴ・ムーアヘッド・レッドホークスと契約を結んだ。しかし3試合に出場して11打数0安打という成績に終わり、5月16日に自由契約となった。8月10日にアトランティックリーグのロングアイランド・ダックスと契約した。

## 詳細情報

### 代表歴
- 2017 ワールド・ベースボール・クラシック・キューバ代表